# Gabbs
Gabbs é uma cidade localizada no estado americano de Nevada, no Condado de Nye.

## Demografia
Segundo o censo americano de 2000, a sua população era de 318 habitantes.

## Geografia
De acordo com o United States Census Bureau tem uma área de
7,8 km², dos quais 7,8 km² cobertos por terra e 0,0 km² cobertos por água. Gabbs localiza-se a aproximadamente 1563 m acima do nível do mar.

## Localidades na vizinhança
O diagrama seguinte representa as localidades num raio de 92 km ao redor de Gabbs.